# Маріон Керр
Маріон Керр (англ. Marion Kerr; нар. 17 липня 1979, Сакраменто, Каліфорнія, США) — американська акторка, сценарист.

## Біографія
Маріон Рут Керр народилася у Сакраменто, Каліфорнія, США. Її батько із Парижа, а мати із Вашингтона. Має сестру Вівіан, яка також акторка. Дідусь з бабусею були журналістами. Закінчила Каліфорнійській університет в Ірвіні за спеціальністю драматичне мистецтво та вивчала кінорежесуру в Нью-Йоркській академії кіномистецтва.

## Кар'єра
Маріон Керр почала зніматися у 2003, зігравши одну із подружок Саллі у стрічці «Втікачі». Наступного року виконала роль у романтичній комедії «Уроки зваблення». У 2010 вийшло чотири стрічки за участі акторки. У драматичному трилері «Білі суглоби» Маріон виконала роль другого плану Ембер. Невелика робота була у комедії «Батько проти сина». Ключовий персонаж драми «Золоті сережки» Сара, у виконанні Маріон, — хороша подруга та сусідка. Одного дня зміни у житті Сари призводять до погіршення відносин між друзями. У драмі
«Серце сучасності» Керр виконала головну жіночу роль дівчини, яка прагне родинного тепла. У фантастичному фільмі жахів 2013 «Похмурі небеса» у акторки була невелика роль молодої матері. На телебаченні епізодично з'явилася у «1000 способів померти», «Як я познайомився з вашою мамою», «Криміналісти: мислити як злочинець».

## Фільмографія

### Фільми
| Рік  | Назва                              | Оригінальна назва                       | Роль                | Примітки               |
| ---- | ---------------------------------- | --------------------------------------- | ------------------- | ---------------------- |
| 2003 | «Втікачі»                          | Runaways                                | подружка Саллі      |                        |
| 2004 | «Уроки зваблення»                  | 50 Ways to Leave Your Lover             | дівчина Перкі       |                        |
| 2004 | «Літня соната»                     | A Summer Sonata                         | Андреа              | короткометражка        |
| 2004 |                                    | American Shopper                        |                     | відео, короткометражка |
| 2005 | «Вчуся літати»                     | Learning to Fly                         | Мейбел Мейвілл      | короткометражка        |
| 2006 | «Незнайомець із Бостона»           | The Boston Strangler                    | Дженніфер Петерсон  | відео                  |
| 2008 |                                    | The Rant n' Rave Project                | Джой/Мейбел Мейвілл | короткометражка        |
| 2008 |                                    | I Fucking Hate You                      | Керол               | короткометражка        |
| 2008 | «Зомбі-стриптизерки»               | Zombie Strippers                        | лаборант            | в титрах не зазначена  |
| 2009 |                                    | Bless This Mess                         | жінка               | телефільм              |
| 2009 | «Вибір»                            | Choice                                  | Мейбел Мейвілл      | короткометражка        |
| 2010 | «Білі суглоби»                     | White Knuckles                          | Ембер               |                        |
| 2010 | «Батько проти сина»                | Father vs. Son                          | Гвен                |                        |
| 2010 | «Золоті сережки»                   | Golden Earrings                         | Сара                |                        |
| 2010 | «Серце сучасності»                 | Heart of Now                            | Ембер               |                        |
| 2010 |                                    | Vlog Star                               | Шеллі               | відео, короткометражка |
| 2011 | «Перероби своє життя з Дейні Чейз» | Redesigning Your Life with Lainey Chase | мати                |                        |
| 2012 | «Лінії»                            | Lines                                   | Емілі               | короткометражка        |
| 2012 | «Далеко»                           | Far                                     | Ганна               | короткометражка        |
| 2013 | «Похмурі небеса»                   | Dark Skies                              | молода мати         |                        |
| 2014 |                                    | The Perfect 46                          | мати                |                        |
| 2014 |                                    | Une Libération                          | Джулієт             | короткометражка        |
| 2014 |                                    | Love Touch Hate                         | Кімбер              | короткометражка        |
| 2015 |                                    | Romantically Speaking                   | Зої                 | телефільм              |
| 2015 |                                    | Lucid                                   | Карен               | короткометражка        |
| 2016 | «Нічим не примітний»               | Unremarkable                            | Даніелла            |                        |

### Серіали
| Рік       | Назва                                | Оригінальна назва          | Роль              | Примітки  |
| --------- | ------------------------------------ | -------------------------- | ----------------- | --------- |
| 2007      |                                      | Diagnosis X                | С'ю Вайт          | 1 епізод  |
| 2007      |                                      | Murder                     | Коллін Деннісон   | 1 епізод  |
| 2009      | «1000 способів померти»              | 1000 Ways to Die           | Венді             | 2 епізоди |
| 2009      | «Як я познайомився з вашою мамою»    | How I Met Your Mother      | Вітні             | 1 епізод  |
| 2012      | «Криміналісти: мислити як злочинець» | Criminal Minds             | Донна Салліван    | 1 епізод  |
| 2013-2016 | "Зухвалі і красиві "                 | The Bold and the Beautiful | Макарті/медсестра | 2 епізоди |
| 2015      | «Нашвілл»                            | Nashville                  | медсестра         | 1 епізод  |
| 2015      | «Ігророби»                           | Game Shakers               | Бонні             | 1 епізод  |
| 2016      | «Незаймана Джейн»                    | Jane the Virgin            | сестра Джулія     | 1 епізод  |